# Etnoestado blanco

Un mapa que muestra los límites sugeridos del Imperativo Territorial del Noroeste en rojo, uno de los territorios propuestos como un «etnoestado blanco».

Volkstaat propuesto por el Frente de la Libertad Plus y el Consejo Volkstaat.

Un Etnoestado blanco es un tipo de Estado propuesto en el que la residencia o la ciudadanía se limitaría a los blancos. Los no blancos, como los negros, los asiáticos, los indígenas, etc estarían excluidos de la ciudadanía. Dentro de la anglosfera, los hispanos, los judíos, las personas de Medio Oriente, mismo que sean blancos, y los nativos de sus respectivos países también estarían excluidos de la ciudadanía, como los pueblos indígenas de los Estados Unidos, Canadá, Australia y Nueva Zelanda.
En los Estados Unidos, las propuestas para el establecimiento de tal estado son presentadas por facciones supremacistas blancas y separatistas blancas como los miembros del Ku Klux Klan y los neonazis. Algunas de estas facciones afirman que cierta parte del país debería tener una mayoría blanca y otras facciones afirman que todo el país debería tener una mayoría blanca. La mayoría de los movimientos etnográficos blancos prevén un estado habitado únicamente por protestantes anglosajones blancos y/o personas descendientes del norte de Europa.
Los intentos históricos de establecer un Etnoestado blanco incluyen la era del apartheid en Sudáfrica, donde la población negra fue empujada a áreas conocidas como bantustanes a través de varios medios, incluidas las deportaciones y la segregación racial, con el objetivo de establecer Estados separados a partir de la limpieza étnica aplicada en distintas áreas, la mayor de las cuales se convertiría en un Estado blanco. No obstante, en la era post-apartheid del país, organizaciones nacionalistas afrikáner, incluida Afrikaner Weerstandsbeweging, comenzaron a promover la idea de un Volkstaat que se establecería en la región del Cabo Norte.
En enero de 2010, Beeld, un periódico afrikáans, realizó una encuesta en línea. De 11.019 encuestados, el 56% de los sudafricanos (6.178) afirmó que se mudaría a un Volkstaat si se creara uno, un 17% adicional (1.908) afirmó que consideraría mudarse a él y el 27% (2.933) afirmó que no consideraría optaron por ello porque no creían que fuera una opción viable.